# Annemarie Parekh
Annemarie Parekh (* 4. Oktober 1941 in Steffisburg) ist eine Berner Tanzpädagogin und Choreografin. Bis ins hohe Alter von 82 Lebensjahren war sie im Rahmen des Berufsverbands für Tanz und Gymnastik (SBTG) in der Ausbildung aktiv. Sie hat sich besonders mit sportlichen Trainingsmethoden für die Verbindung von Sport und Gesundheit, also dem Tanz und der Gymnastik, eingesetzt.

## Ausbildung und Beruf
Annemarie Parekh hielt ersten Tanzunterricht in Bern bei Harald Kreutzberg und Alain Bernard. Danach wechselte sie 1963 an die Martha Graham School of Contemporary Dancein New York, wo sie sich als Tänzerin ausbilden liess und dadurch mit dem Stammrepertoire der Schule vertraut wurde. Nachfolgend besuchte sie 1965 als Stipendiatin die Conneticut Collage School of Dance. Zu den ersten Auftritten gehörte José Limóns Chaconne und Ruth Curriers Quartet.
In den Jahren 1966–1972 trat sie als Solistin bei der Yuriko Dance Company und im Spieljahr 1968/69 bei Dan Wagoner and Dancers auf. In den folgenden vier Jahren war sie auf Staten Island als Tänzerin und Choreografin Gast bei der St. Mary’s Theatre Group tätig.
Danach kehrte sie 1973 in die Schweiz zurück und gründete dort 1976 die Akar-Company, die zunächst Tanzgruppe Akar genannt wurde. Für mehrere Jahre unternahm sie mit ihnen ausgedehnte Tourneen sowie in den beiden Jahren 1979 und 1983 ein Austauschprogramm mit der in London ansässigen Islington Dance Factory.
In den 1980er Jahren orientierte sie sich neu, indem sie mit ihrer Tanztruppe mit Künstlern anderer Sparten kooperierte, so beispielsweise Anfang 1987 mit dem Grafiker und Maler Kurt Wirth. Mit dem Schweizer Kammerballett studierte sie zu Musik von Armin Schibler 1988 die Choreografie für Der Tänzer ein.
In den Jahren von 1973 bis 1976 unterrichtete sie zudem beim Theaterstudio Alain Bernard in Bern und an Schulen in Thun und Spiez.
1976 war das Jahr, in dem sie in Bern ihr eigenes Modern Dance Studio eröffnete. Zudem lehrte sie im In- und Ausland, unter anderem auch an der Palucca Hochschule für Tanz Dresden.
Administrativ engagierte sie sich 1999–2003 als Präsidentin des Schweizerischen Dachverbands der Fachkräfte des künstlerischen Tanzes, und ab 1993 war sie Stiftungsratsmitglied der Pro Helvetia, zwei Jahre später amtierte sie als Jurymitglied des internationalen Choreografiewettbewerbs Prix Volinine.